# Nancy Riach
Nancy Anderson Long Riach (* 6. April 1927 in Motherwell; † 15. September 1947 in Monaco) war eine britische Schwimmerin aus Schottland.

## Biographie
Nancy Riach wurde als Tochter von Agnes Nicol White, einer Grundschullehrerin, und Charles Fraser Riach, einem Polizeibeamten, geboren. Die Familie war sehr sportlich; ihr Bruder Charles war ein erfolgreicher Speerwerfer. Sie absolvierte eine Ausbildung zur Lehrerin und war bei der Bildungsbehörde von Lanarkshire angestellt. Als Kind wurde sie Mitglied des Motherwell Amateur Swimming and Water Polo Club und von dem bekannten Trainer David Crabb betreut. Riach besuchte regelmäßig die Kirche und weigerte sich aus religiöser Überzeugung, sonntags an Schwimmwettkämpfen teilzunehmen.
1938, im Alter von 11 Jahren, gewann Nancy Riach ihre erste Meisterschaft und stellte ihren ersten schottischen Rekord auf. Sie trat in den Disziplinen Freistil, Brustschwimmen und Rückenschwimmen an. Bis 1945 hielt sie 28 schottische und britische Rekorde. 1946 gewann sie die britischen Freistil-Titel über 100, 220 und 440 Yards. Im Sommer 1947 gewann sie den 100-Meter-Freistiltitel bei den International University Games, einem Vorläufer der Universiade, in Paris im Sommer 1947. Sie galt als größte britische Schwimm-Hoffnung für die Teilnahme an den Olympischen Spielen in London und wurde in den Medien als „pride of Scotland“ und „greatest British swimmer of all time“ gepriesen.
1947 nahm Riach an den Schwimmeuropameisterschaften 1947 in Monaco teil, obwohl sie sich mit Polio infiziert hatte. Mit der britischen Mannschaft aus Catherine Gibson, Lilian Preece und Margaret Wellington errang sie Bronze in der 4-mal-100-Meter-Freistilstaffel. Gegen den Rat der Ärzte bestritt sie weitere Wettbewerbe. Nach Ende des Freistil-Rennens über 100 Yards musste sie bewusstlos aus dem Becken gezogen werden.
Nancy Riach starb am Morgen des 15. September 1947 im Alter von 20 Jahren. Sie wurde am 20. September 1947 in ihrem Badeanzug in Airdrie begraben. Mehr als 10.000 Menschen wohnten dem Trauerzug bei.

## Ehrungen
2002 wurde Nancy Riach in die Scottish Sports Hall of Fame und in die Scottish Swimming Hall of Fame aufgenommen. Seit 1949 vergibt der schottische Schwimmverband die Nancy Riach Memorial Medal an Personen, die sich um den Schwimmsport in Schottland verdient gemacht haben.